# Аврамов, Иван (подьячий)
Ива́н Авра́мов (конец XVI века — XVII век) — подьячий Русского государства. Подробности биографии неизвестны.
Многократно упоминается в различных документах в качестве подьячего: 2 сентября 1596 года и 27 июня 1599 года — справный подьячий Разрядного приказа; 2 декабря 1602 года — подьячий в том же приказе; в 1602/03 годах — межевщик в Ряжском уезде вместе с Неудачей Плещеевым.